# Antoni Sobik
Antoni Sobik (Gotartowice, 17 gennaio 1905 – Katowice, 23 giugno 1994) è stato uno schermidore polacco, vincitore di una medaglia di bronzo ai campionati mondiali di scherma.